# Hyogonia brasiliana
Hyogonia brasiliana är en insektsart som beskrevs av Takiya, Mejdalani et Webb 2003. Hyogonia brasiliana ingår i släktet Hyogonia och familjen dvärgstritar. Inga underarter finns listade i Catalogue of Life.